# Cantone di Crécy-sur-Serre
Il Cantone di Crécy-sur-Serre era una divisione amministrativa dell'arrondissement di Laon con capoluogo Crécy-sur-Serre.
A seguito della riforma approvata con decreto del 21 febbraio 2014, che ha avuto attuazione dopo le elezioni dipartimentali del 2015, è stato soppresso.

## Composizione
Comprendeva 19 comuni:
- Assis-sur-Serre
- Barenton-Bugny
- Barenton-Cel
- Barenton-sur-Serre
- Bois-lès-Pargny
- Chalandry
- Chéry-lès-Pouilly
- Couvron-et-Aumencourt
- Crécy-sur-Serre
- Dercy
- Mesbrecourt-Richecourt
- Montigny-sur-Crécy
- Mortiers
- Nouvion-et-Catillon
- Nouvion-le-Comte
- Pargny-les-Bois
- Pouilly-sur-Serre
- Remies
- Verneuil-sur-Serre